# Agneta Holmäng
Agneta Holmäng, född 15 maj 1959 i Falköping, är en svensk läkare.

## Biografi
Holmäng avlade läkarexamen vid Karolinska Institutet 1987. Hon är sedan 2001 professor i laborativ medicin vid Göteborgs universitet. Från 2006 till 2018 var hon prefekt för institutionen för neurovetenskap och fysiologi. Under perioden 2018–2023 var hon dekan för Sahlgrenska akademin.

## Andra engagemang
Holmäng är (2025) ordförande i Svenska Sällskapet för Medicinsk Forskning.